# Памятник «Подвигу участников оленно-транспортных батальонов»
Памятник «Подвигу участников оленно-транспортных батальонов в годы Великой Отечественной войны» был открыт 23 февраля 2012 года в центре города Нарьян-Мар, в память о жителях Ненецкого автономного округа, которые в годы Великой Отечественной войны сформировали пять оленно-транспортных эшелонов, общей численностью более 600 человек и более 7000 голов ездовых оленей. Эшелоны стали основой для создания на Карельском фронте оленно-лыжных батальонов и оленьих транспортов (рот).
Памятный знак на месте будущей установки памятника был установлен 4 сентября 2010 года. Памятник был отлит из бронзы в г. Смоленске. Скульптура изображает бойца батальона с оленем и собакой в диске полярного солнца.
В Ненецком автономном округе установлена памятная дата — День памяти участников оленно-транспортных батальонов в Великой Отечественной войне, 20 ноября.

## Оленно-транспортные батальоны
Оленно-лыжные батальоны — воинские подразделения, частично сформированные из оленеводов, после выхода 20 ноября 1941 года секретного постановления ГКО СССР № 930-с за подписью И. В. Сталина.
Эшелоны из людей и оленей были сформированы в Ненецком национальном округе, а также в Лешуконском районе Архангельской области и в Коми АССР. В феврале 1942 года из этих эшелонов в 295-м запасном полку были сформированы 1-я и 2-я оленье-лыжные бригады, которые были отправлены на Карельский фронт. 25 сентября 1942 года на базе этих двух частей была сформирована 31-я отдельная олене-лыжная бригада Карельского фронта.
Кроме оленно-лыжных батальонов, в составе Карельского фронта были сформированы транспортные подразделения оленьи транспорты (роты). Важнейшими задачами оленьих транспортов являлись санитарная эвакуация раненых с полей сражений, доставка грузов, оружия и снарядов.
Оленно-лыжные батальоны и оленьи транспорты в некоторых источниках называют оленно-транспортными батальонами.